# Пелтінішу (Яломіца)
Пелтінішу (рум. Păltinișu) — село у повіті Яломіца в Румунії. Входить до складу комуни Перієць.
Село розташоване на відстані 96 км на схід від Бухареста, 5 км на захід від Слобозії, 114 км на північний захід від Констанци, 111 км на південний захід від Галаца.

## Населення
За даними перепису населення 2002 року у селі проживали 624 особи, усі — румуни. Усі жителі села рідною мовою назвали румунську.